# Žan Špilar
Žan Špilar, slovenski alpski smučar, * 23. avgust 1997. 
Špilar je bil član kluba ŠD Trbovlje. Nastopil je na svetovnih mladinskih prvenstvih v letih 2017 in 2018, ko je dosegel 22. mesto v superveleslalomu in 42. v smuku, leta 2017 pa 39. mesto v kombinaciji in 57. v smuku. V svetovnem pokalu je nastopil edinkrat 4. marca 2018 na slalomu za Pokal Vitranc v Kranjski Gori, kjer je odstopil v prvi vožnji.